# فيودور تولبوخين
المارشال فيودور إيفانوفيتش تولبوخين (بالروسية: Фёдор Ива́нович Толбу́хин) وُلد في أندرونيكي (مقطعة ياروسلافسكي حاليا) بياروسلافل بالإمبراطورية الروسية بتاريخ 16 يونيو 1894 وتوُفي بمدينة موسكو في 05 ديسمبر 1949، نال وسام بطل الاتحاد السوفيتي بعد وفاته قبل احتفال الاتحاد السوفيتي بأول موكب ليوم النصر عام 1965 بعد نهاية الحرب العالمية الثانية.

## روابط خارجية
- فيودور تولبوخين على موقع مونزينجر (الألمانية)